# کلرید زیرکونیم (III)
کلرید زیرکونیم(III) (به انگلیسی: Zirconium(III) chloride) با فرمول شیمیایی ZrCl۳ یک ترکیب شیمیایی است. که جرم مولی آن ۱۹۷٫۵۸۳ g/mol می‌باشد. شکل ظاهری این ترکیب، پودر سیاه و خاکستری است.